# Batalha de Meloria (1241)
43° 32′ 52″ N, 10° 13′ 07″ L

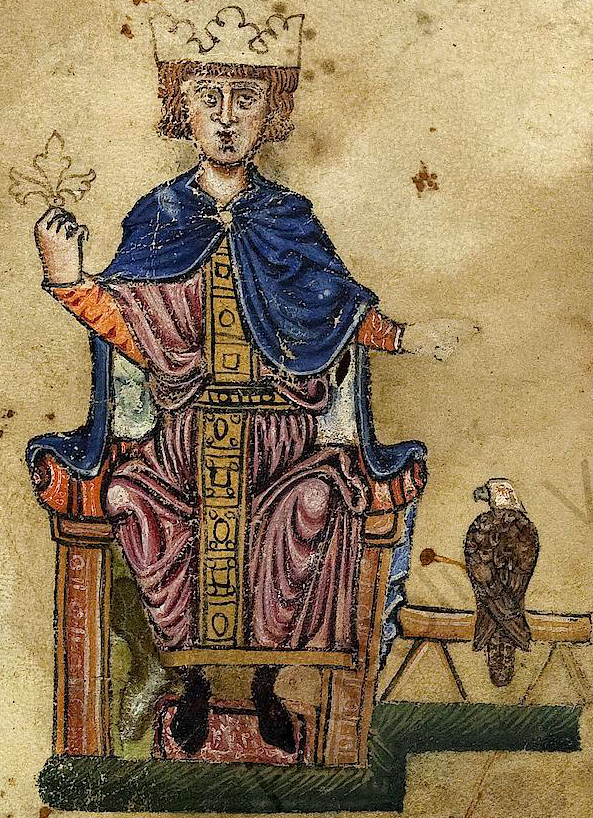
Frederico II

A primeira Batalha de Meloria ocorreu em 3 de maio de 1241 perto da ilhota de  Meloria, ao largo de Livorno, Itália. Ela foi travada entre a frota do imperador  Frederico II, imperador do Sacro Império Romano-Germânico, em aliança com Pisa, contra uma armada de Génova trazendo uma série de prelados ingleses, Franceses e Espanhóis  para  participar do conselho convocado para se reunir em Latrão, pelo Papa Gregório IX, para excomungar o imperador Frederico II.
Três galés genovesas foram afundados e 22 tomadas. Vários dos prelados morreram, e muitos foram levados prisioneiros para o campo do imperador.
Outra batalha, de maior importância histórica, aconteceu  mais tarde no mesmo lugar, geralmente Batalha de Meloria refere-se a esta segunda batalha.